# NGC 7118
NGC 7118 је елиптична галаксија у сазвежђу Ждрал која се налази на NGC листи објеката дубоког неба.
Деклинација објекта је - 48° 21' 12" а ректасцензија 21h 46m 9,8s. Привидна величина (магнитуда) објекта NGC 7118 износи 12,5 а фотографска магнитуда 13,5. Налази се на удаљености од 82,778 милиона парсека од Сунца. NGC 7118 је још познат и под ознакама ESO 236-45, AM 2142-483, PGC 67318.